# Iska Khan
Iska Khan est un catcheur et acteur français d'origine kalmouke, né le 10 juillet 1924 à Boukine et mort le 13 juin 2006 dans le 4e arrondissement de Paris, qui s'illustre dans des seconds rôles au cinéma dans les années 1960 et 1970.
Il joue essentiellement des rôles de Chinois, de Japonais ou d'hommes de main.
Un de ses rôles les plus marquants est celui du client asiatique de Séverine (Catherine Deneuve) dans Belle de Jour, où il la visite en apportant une étrange boîte bourdonnante.

## Biographie

### Catcheur & carrière
Iska Khan naît le 10 juillet 1924 à Boukine,. Il est catcheur dans les années 1950 et au début des années 1960 sous le nom de « Iska Khan, le champion thibéthain »,. Il apparaît dans Marie-Octobre, non comme acteur mais dans le combat de catch que diffuse le téléviseur et dont on voit plusieurs extraits pendant la soirée. Après sa carrière de catcheur, il se reconvertit dans le cinéma. En plus de Belle de Jour, il a joué un rôle majeur en tant que surveillant cruel dans la mine et en tant que ravisseur de Claude Jade dans Sous le signe de Monte-Cristo. Il a également joué dans une minuscule scène le père de la Japonaise dans Domicile conjugal.
Iska Khan meurt le 13 juin 2006 dans le 4e arrondissement de Paris

## Filmographie

### Cinéma
- 1963 : Les Femmes d'abord : Sato, le serveur à la soirée privée
- 1965 : Le Dix-septième ciel : Togo
- 1967 : Belle de jour : l'Asiatique
- 1968 : Le Tatoué - Professeur de judo (non crédité)
- 1968 : Sous le signe de Monte-Cristo : le Chinois
- 1970 : Borsalino : un serveur chinois
- 1970 : Domicile conjugal : le père de Kyoko
- 1974 : Le Retour du grand blond : le chinois
- 1990 : Nikita : un homme au restaurant
- 1995 : Les anges gardiens : un passager coréen de l'avion de Hong Kong

### Télévision
- 1973 : Karatekas and Co : Iska
- 1974 : La Cloche tibétaine : Goumbo
- 1997 : Quai n° 1 : Seiji Yamada (épisode 2 Kamikaze express)